# Färöische Literatur
Die Färöische Literatur entstand Anfang des 19. Jahrhunderts mit den ersten schriftlichen Aufzeichnungen färöischer Balladen (kvæði), die während der Jahrhunderte zuvor mündlich überliefert wurden und von unbekannten Autoren stammten.

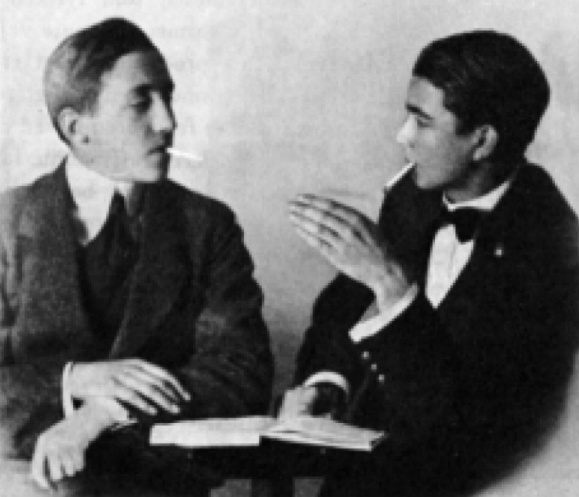
William Heinesen und Jørgen-Frantz Jacobsen 1918

Durch die Schaffenskraft verschiedener färöischer Schriftsteller Anfang des 20. Jahrhunderts konnte sich die kleinste germanische Sprache im färöischen Sprachstreit bis 1938 als anerkannte Bildungssprache durchsetzen.
Heute erscheinen auf den Färöern jährlich mehr Bücher pro Kopf als in jedem anderen Land der Erde. Gemessen an der kleinen Population von weniger als 50.000 Menschen, ist das allgemeine Interesse an muttersprachlicher Literatur außergewöhnlich. Die Landesbibliothek der Färöer wies in ihrer Ausleihstatistik 2000 nach, dass das meist gefragte Buch eine färöische Literaturgeschichte (Band 2: 1876–1939) war. Erst auf Platz zwei folgte ein dänischsprachiges Buch zur Berufsberatung.

## Erstes Schrifttum

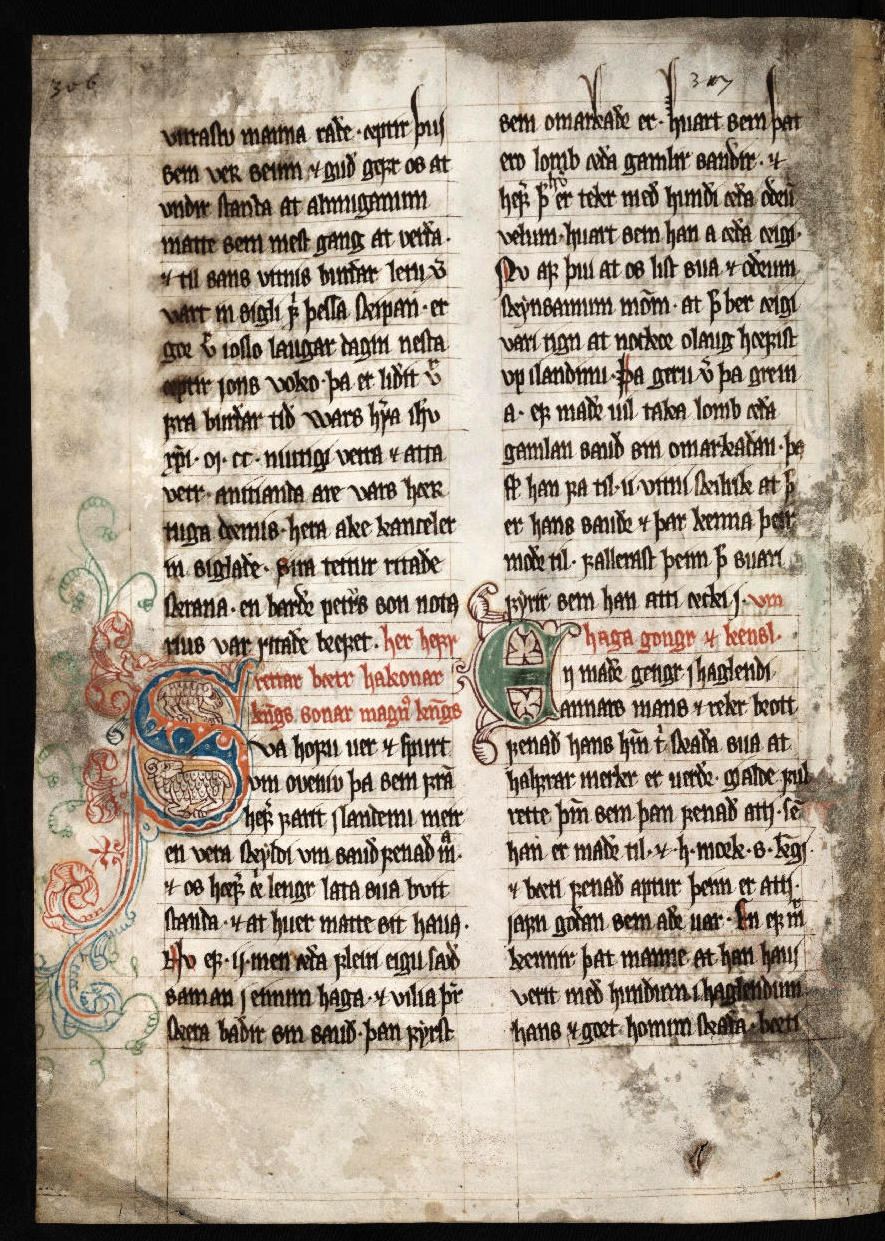
Der Schafsbrief von 1298 weist die ersten Anzeichen einer eigenen färöischen Variante des Altnordischen auf.

Die ersten Zeugnisse geschriebener Sprache auf dem Archipel sind zwei Runensteine. Der Erste wurde 1832 in Kirkjubøur entdeckt und befindet sich heute im Dänischen Nationalmuseum in Kopenhagen (siehe Kirkjubøstein). Der zweite Runenstein wurde 1917 in Sandavágur gefunden und steht heute in der Kirche des Ortes (siehe Sandavágsstein). Der Kirkjubøstein stammt wahrscheinlich aus der Wikingerzeit (spätestens um das Jahr 1000) und der Sandavágsstein aus der Zeit um 1200.
Ebenjene Wikingerzeit ist Thema der Färingersaga, die in Island verfasst wurde. Wie die beiden Runensteine ist diese Quelle im Altnordischen verfasst. Erste Hinweise auf eine Herausbildung der altfäröischen Sprache liefert uns der Schafsbrief von 1298, der aller Wahrscheinlichkeit nach auf den Färöern von einem Färinger (unter Bischof Erlendur) geschrieben wurde.
Die damalige bäuerliche Gesellschaft mit etwa 4000 Inselbewohnern produzierte ansonsten keine bekannten Dokumente in schriftlicher Form. Die Reformation auf den Färöern im 16. Jahrhundert besiegelte die Dominanz der dänischen Sprache als Kirchen- und somit Amtssprache in allen Bereichen. Interessanterweise belegt der Fámjinsstein, dass noch kurz nach der Reformation die Runenschrift Verwendung fand. Ab dem 17. Jahrhundert sind die Dokumente des färöischen Parlaments, des Løgtings erhalten, allerdings auf Dänisch. Das dänische Gesangbuch von Thomas Kingo beeinflusste die Kirchenmusik lange Zeit; erst 1921 wurde ein färöisches Gesangbuch herausgegeben.
Es wird angenommen, dass die mündliche Tradition der Kvæði von einer Bekanntschaft mit der isländischen Literatur zeugt, wie zum Beispiel die Sigurdlieder. Neben den Kvæði überlebten die typisch färöischen Genres Sagnir (historische Berichte), Ævintýr (Märchen) und Tættir (Spottverse) in mündlicher Überlieferung. In der vermutlich spätmittelalterlichen, 1822 erstmals gedruckten Ballade Loka Táttur mischen sich Märchenmotive (wie Das Meerhäschen aus Grimms Kinder- und Hausmärchen) mit Stoffen aus der altnordischen Mythologie. Loki erscheint dabei als listiger Ratgeber – einer der seltenen Hinweise auf nordische Götter in der färöischen Literatur.

## Neufäröische Pioniere

### Kvæði
Erst die Französische Revolution entwickelte einen Impuls, der auch in den entlegensten Gebieten Europas Auswirkungen haben sollte. Nólsoyar Páll war während der Napoleonischen Kriege der erste Färinger in der Neuzeit, der einen nationalen Freiheitsgedanken in der Muttersprache formulierte. Er gilt bis heute als der Nationalheld, und sein Fuglakvæði (Vogelballade, 1805) in 229 vierzeiligen Versen jeweils mit einem Refrain dazwischen, ist das erste wichtige Werk der Neuzeit in färöischer Sprache. Hier wird der Austernfischer (Tjaldur) zum Sinnbild der Nation.
Jens Christian Svabo war der erste Wissenschaftler, der den Wert der kvæði erkannte, aber seine Sammlung wurde zu Lebzeiten nie gedruckt. Er unterstützte aber den dänischen Naturforscher Hans Christian Lyngbye während dessen Färöeraufenthalts 1817 beim färöischen Spracherwerb, nachdem er sein Interesse an den alten Balladen bekundete. 1822 erschien so mit Hilfe von Johan Henrik Schrøter das erste Buch auf Färöisch: Færøske Kvæder om Sigurd Fofnersbane og hans Æt – damals nach Schrøters phonetischer Orthographie, die sich eng an Svabo orientierte.
Der Bauer Jens Christian Djurhuus (1773–1853) schrieb eine Reihe weiterer Kvæði im alten Stil auf, wie sie zuvor über die Jahrhunderte nur durch Gesang und Tanz überdauerten. Er bediente sich dabei der Themen, die wir auch bei Snorri Sturluson finden, dem alten isländischen Skalden. Dabei unterstützte ihn V. U. Hammershaimb, der ihm entsprechende Bücher mit isländischen Sagas zur Verfügung stellte. Bekanntestes Stück ist Ormurin Langi, das heute durch die Viking-Metal Gruppe Týr bekannt ist.
Jens Christian Djurhuus' Sohn Jens Hendrik Djurhuus (1799–1892) setzte dieses Werk fort und schrieb Balladen, die heute noch zum färöischen Kettentanz gesungen werden. (Die Nachfahren aus dieser Familie, die Gebrüder Janus Djurhuus und Hans A. Djurhuus, werden im 20. Jahrhundert Klassiker – wenn auch mit moderner bzw. volkstümlicher Lyrik.)
Diese Kvæðitradition wurde von Dichtern wie Jóannes Patursson (einem Urenkel Nólsoyar Páls), Poul F. Joensen und Mikkjal Dánjalsson á Ryggi (1897–1956) ins 20. Jahrhundert gerettet und damit der zukünftigen Generationen zugänglich erhalten.

### Linguistik

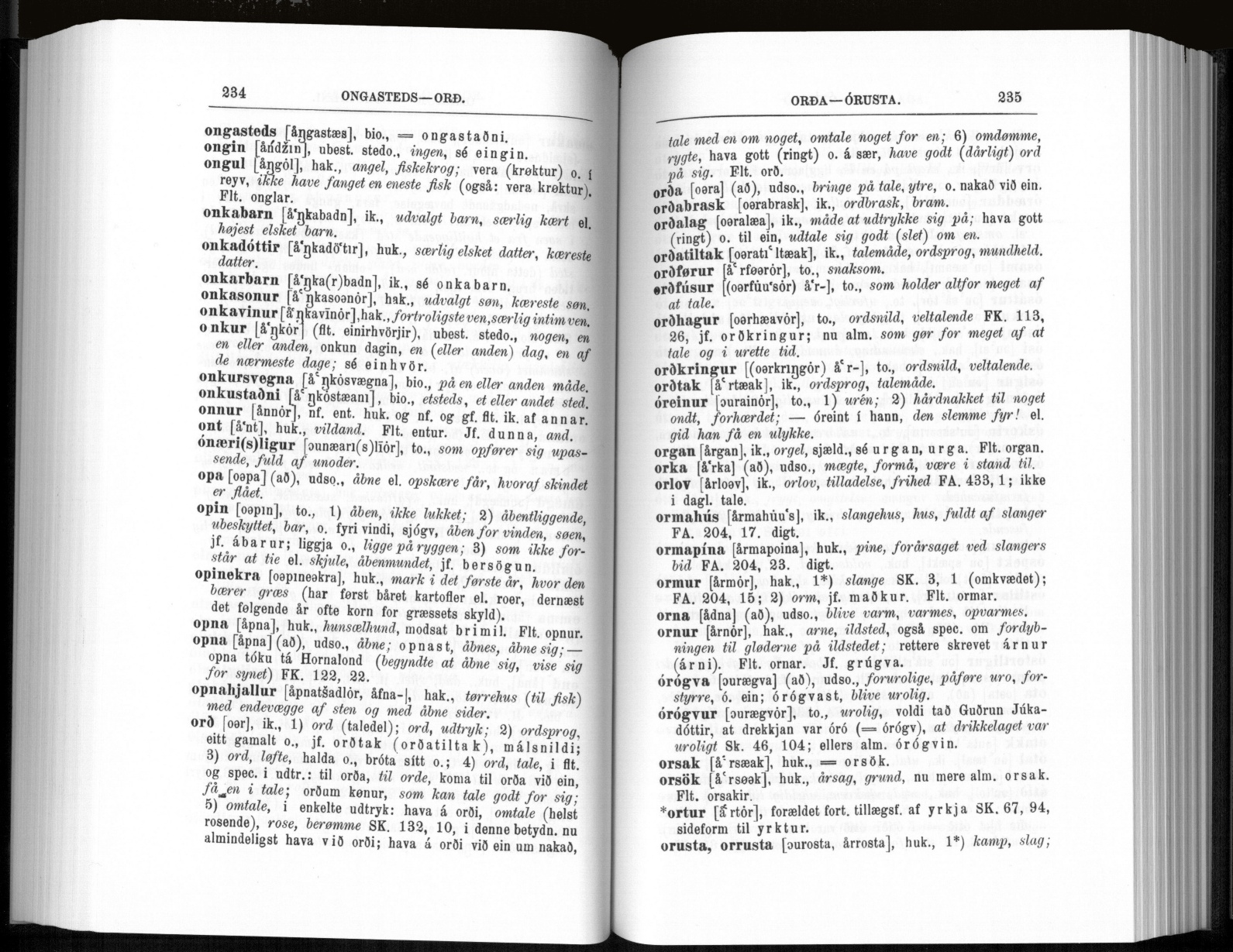
Hammershaimbs Færøsk Anthologi 1891 markiert die Festlegung der modernen färöischen Schriftsprache, versammelt alte Balladen und erzählt Volkssagen in färöischer Sprache. Der zweite Band (Abb.) wurde von Jakob Jakobsen besorgt und ist ein Wörterbuch Färöisch-Dänisch mit 10.000 Stichwörtern samt phonetischer Umschrift zu jedem Eintrag. Darin werden alle in den Balladen und Sagen vorkommenden Begriffe erklärt und referenziert.

Die systematische Festlegung der färöischen Schriftsprache, und damit einer einheitlichen Grammatik, die für alle Dialekte akzeptabel erscheint, fällt dem Pfarrer V. U. Hammershaimb zu. Sein Orthographie-Konzept ist heute noch gültig. Der Linguist und Anthropologe Jakob Jakobsen leistet ebenso Pionierarbeit, kann sich aber mit seiner einfacheren Broytning-Rechtschreibung nicht durchsetzen. Diesem Umstand verdanken wir unter anderem den Buchstaben Ð, der eine rein etymologische Funktion hat.
Jedenfalls war Hammershaimb maßgeblich daran beteiligt, dass die (ältere) färöische Philologie ihre wissenschaftlichen Grundlagen in dänischer Sprache (als Vermittlungssprache) erhielt. Das so konservierte Kulturerbe war Anknüpfungspunkt der färöischen Klassiker der Neuzeit.
Jakobsens Verdienst war es, das Färöische zu einer Wissenschaftssprache zu erheben, die sich in allen Bereichen des Lebens durchsetzen konnte, während seine Vorgänger eher an die Rettung alter Sprachdenkmäler dachten. Jakobsens Engagement für das Norn ist ein Indiz dafür, dass er ein ähnliches Schicksal seiner Muttersprache durch frühe systematische Sprachplanung abwenden wollte.
- Siehe auch: Färöischer Sprachenstreit

## Klassiker
Der realistische Roman

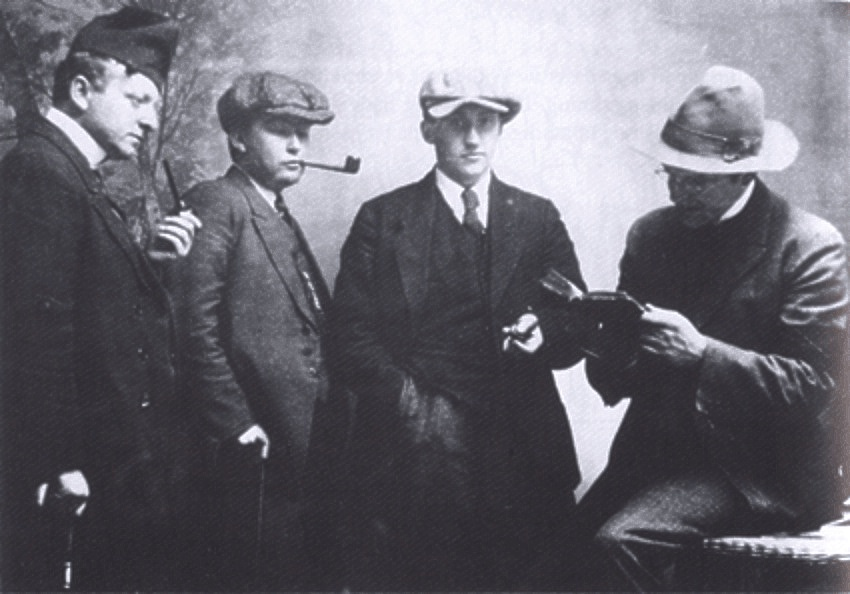
Zwei Generationen: Janus Djurhuus, Jørgen-Frantz Jacobsen, William Heinesen und Hans Andrias Djurhuus, 1924

Im 20. Jahrhundert erlangten färöische Schriftsteller wie William Heinesen und Heðin Brú internationale Beachtung. Ersterer schrieb zwar nur auf Dänisch, ließ sich aber von Letzterem hin und wieder ins Färöische übersetzen, wofür jener wiederum dessen Übersetzungen der Weltliteratur mit eigenen Grafiken illustrierte. Beide waren über lange Jahre Nachbarn in der Hauptstadt Tórshavn und bildeten dort mit Professor Christian Matras ein legendäres Trio (Teir tríggir varðarnir).
Das wichtigste Genre der 1930er bis 1950er Jahre war der realistische Roman. Heðin Brús Bildungsroman Feðgar á ferð („Vater und Sohn unterwegs“, deutscher Titel „Des armen Mannes Ehre“) war der erste Roman in färöischer Sprache, der in Weltsprachen übersetzt wurde. Er gilt gleichzeitig als einer der besten färöischen Romane überhaupt.
Jørgen-Frantz Jacobsen wurde nur 37 Jahre alt. Er war ein Zeitgenosse der oben genannten Schriftsteller (gleicher Jahrgang wie sein Cousin William Heinesen). Wie dieser schrieb er auf Dänisch. Sein einziger Roman Barbara (1939) nach der alten Sage der bösen Pfarrersfrau Beinta Broberg sollte eines der weltweit erfolgreichsten Bücher von den Färöern werden. Die Verfilmung (Barbara (1997)) war der bis dahin teuerste dänische Spielfilm aller Zeiten. Martin Joensen (1902–1966) schilderte in seinen Romanen das Leben der färöischen Fischer und Seeleute; er war auch Redakteur der ersten Kinder- und Jugendzeitung Barnablaðið (1931).
Jens Pauli Heinesen erneuerte den färöischen Roman in den 1950er Jahren durch formale Experimente; später näherte er sich wieder der realistischen Tradition an, wodurch er hohe Popularität gewann.
Lyrik
Der Altphilologe Janus Djurhuus zählt zu den anspruchsvollsten Dichtern der färöischen Literatur. Sein jüngerer Bruder Hans Andrias Djurhuus erreichte zwar nicht dessen Stellenwert, eroberte dafür mit seinen Kinderliedern die Herzen des färöischen Publikums bis in unsere Zeit. Poul F. Joensen wurde durch seine Spottverse (táttur) bekannt und gilt noch heute als einer der beliebtesten Dichter auf den Färöern.
Die seit 1921 erscheinende färöische Literaturzeitschrift Varðin entwickelte sich unter Rikard Long zu einem Forum aller färöischer Autoren bis in die Gegenwart.

## Gegenwart
Hanus Kamban (* 1942) schrieb Erzählungen und Kurzgeschichten. Carl Jóhan Jensen (* 1957) trat als Lyriker hervor. Der Architekt Gunnar Hoydal (1941–2021) verfasst Lyrik und Künstlerbiographien, Sólrún Michelsen (* 1948) Romane und Erzählungen, auch Kinder- und Jugendbücher. Oddvør Johansen (* 1948) schrieb einen der ersten Frauenromane der Färöer. Als innovativer Punk-Poet wurde Tatióroddur Poulsen (* 1957) bekannt.